# BankART1929
BankART1929（バンカートいちきゅうにーきゅう）は、横浜市が推進する歴史的建造物や港湾施設等を文化芸術に活用しながら、都心部再生の起点にしていこうとする文化芸術創造の実験プログラムのひとつである。
範囲はアート、建築、パフォーマンス、音楽、会議他あらゆるジャンルに渡る。スタジオ、スクール、出版、カフェパブ、ブックショップ、コンテンツ制作をベースにしながら、主催、コーディネート事業等、年間650本以上の事業を活発に行っている。

## 施設
2004年3月に実験事業としてスタートし、2006年度からは本格事業へと移行。当初は旧第一銀行横浜支店（一部復元、横浜アイランドタワー低層部）を活用した「BankART1929 Yokohama」と旧富士銀行横浜支店を活用した「BankART1929 馬車道」の2か所を拠点（スペース）として主な活動を行っていたが、2004年12月31日に「BankART1929 馬車道」の活用は終了し、代わりに2005年1月からは日本郵船横浜海岸通倉庫を活用（改修）した「BankART Studio NYK」を新たな拠点として活動を行っていた。その後、2009年3月31日に「BankART1929 Yokohama」、2018年3月31日に「BankART Studio NYK」の活用を終了している。
以降はみなとみらい線新高島駅の地下1階倉庫を活用した「BankART Station」（2019年2月8日開所/BankART1929 Officeも所在）と北仲通北地区のKITANAKA BRICK&WHITE（北仲ブリック&ホワイト）の1階に入居している「BankART KAIKO」（2020年10月30日開所）の2か所を拠点（スペース）として主に活動を行っていた（「BankART KAIKO」は2024年に開催された第8回横浜トリエンナーレの会場の一つにもなった）が、2025年3月31日を以ていずれも横浜市との契約期間終了（満了）に伴い活動を終了している。なお、2024年12月にはみなとみらい地区48街区の暫定施設「PLOT 48」にてアーティストシェアスタジオ「ExPLOT Studio」を開設しているが、この取り組みは2025年度以降も継続されている（詳細は後節）。
この他、BankARTが運営（管理）している施設として、新潟県十日町市桐山の古い農家を改造・活用した「BankART妻有 (Tsumari)」（2006年の大地の芸術祭 越後妻有アートトリエンナーレに出品され、その後も3年に一度の「大地の芸術祭」の開催時期にオープン）もある。
上記の他にも期間限定で活動を行っていた施設として、2006年7月には主にアーティストインレジデンス機能をもつ「BankART桜荘」がオープンしたが、2010年4月30日に活動終了。また、東急東横線廃線跡（横浜駅〜桜木町駅間、「東横フラワー緑道#関連する遊歩道整備計画」も参照）の高架下を活用した「R16 studio」（2018年8月〜2021年3月）などもあった。

## 取り組み
BankART1929ではアートイベントの企画・運営事業以外にも様々な取り組みを行っている。
2か月単位でアーティストに制作スペースを貸し出し、2週間に一度程度の一般公開を行っている「アーティストインスタジオ」や、2か月で8コマを基本単位に各ジャンルの第一線で活躍する人たちを講師に迎えて開催している「BankARTスクール」。
その他、アート関係の本やスクール講師の著作などの芸術書籍を扱うBankARTショップの運営に加え、展覧会の内容を出版事業へと展開したり、横浜の地ビールメーカー「横浜ビール」とBankARTを利用するアーティストのタイアップによるオリジナルブランドの開発も行うなど、コンテンツ制作事業も行っている。
これらの事業の売り上げはBankART1929の運営資金として活用されている。

### 新・港村-小さな未来都市（BankART LifeⅢ）
ヨコハマトリエンナーレ2011特別連携プログラムとして実施。2011年8月6日から11月6日まで、新港ピアを会場に開催。あらゆる国と種類のクリエイターが働く蜃気楼のような小さな未来都市であり、会場内の施設などは、廃材や粗大ゴミなどで構成される。

## 名称
BankART（バンカート）は、最初の拠点であった旧第一銀行横浜支店（BankART1929 Yokohama）と旧富士銀行横浜支店（BankART1929 馬車道）の二つの建物を芸術文化に利用するという意味を込めた造語。ちなみにその舞台となる旧第一銀行と旧富士銀行の建物はどちらも1929年に建てられた。世界恐慌の始まったこの年はニューヨーク近代美術館（MOMA）が設立された年でもある。
どちらの建物も古代ローマのトスカナ地方独自の建築物の様式「トスカナ式」で造られている。

## 変遷
BankART1929は都心部再生を目的に、横浜の財産である歴史的建造物や港湾の倉庫などを活用し、都市を活性化していくプロジェクトのひとつとして、都市計画局の都心部整備課と都市デザイン室が管轄のもと2年間という期間限定でスタート。旧富士銀行（BankART1929 馬車道）と旧第一銀行（BankART1929 Yokohama）の2つの施設の運営団体の公募が2003年11月に行われ、応募があった24団体の中から2団体が選ばれた。現在は法人化し、特定非営利活動法人（NPO法人）BankART1929として活動を展開している。
横浜市は場所代と水光熱費を負担するほか、運営委託費と事業補助金（人件費・設備費・簡単な改修工事なども含む）で年間約6,000万円をこのプロジェクトに割り当てている。BankART1929は現在までにスペースレンタル、スクール、パブなどの収益事業によって運営資金約6,000万円を生み出し、収益の再投下を行っている。

## アーティストインスタジオ
BankART1929は、アーティストに創作環境を低廉で提供するという目的とともに、街にアーティストを招き、ともに育ち、発信していくプログラムとして、年間のスタジオアーティストを公募、BankART2007企画委員による書類選考を行い、面接の上入居というプロセスを行っている。
2024年12月よりみなとみらい地区48街区にある暫定施設「PLOT 48」のテラス棟でアーティストシェアスタジオ「ExPLOT Studio」を開設している（2025年度以降も継続）。